# Kraskino
Kraskino (in russo Краскино?) è un insediamento di tipo urbano dell'Estremo Oriente russo (Territorio del Litorale). Fa parte del distretto Chasanskij.
Si trova sulla sponda settentrionale della baia Ėkspedicii nel golfo di Possiet, a 67 km dal centro distrettuale di Slavjanka.